# Giroie de Échauffour
Giroie de Échauffour (Latín: Geroianus), también Géré (Heugon c. 970-Montreiul 1033), fue un caballero bretón convertido en noble de la órbita normanda. Señor de Échauffour y Montreuil. Es el primer referente de una amplia dinastía en Normandía, Inglaterra y Apulia: la familia de Giroie. Era hijo de Arnaud de Courcerault (apodado el Gordo, c. 936-968), a su vez hijo de Abbo el Bretón (c. 909). La llegada de Giroie y sus seguidores a Normandía no despertó preocupación en Ricardo II de Normandía, pero sí inquietud en Gilberto de Brionne cuyas posesiones lindaban con las de Giroie. Ricardo II intervino para apaciguar los ánimos entre los recién llegados y Gilberto.
Giroie era vasallo de Guillermo de Bellême. Los anales atestiguan que era un formidable guerrero. Avesgaud, obispo de Le Mans se vio envuelto en constantes guerras con Herberto I de Maine. Guillermo y sus seguidores fueron superados y abandonaron el campo de batalla, pero Giroie y su pequeña fuerza mantuvieron su posición y derrotaron completamente a las fuerzas de Herberto. Fue una victoria famosa en su época y un poderoso normando,  Heugon, ofreció a Giroie su única hija en matrimonio junto con los señoríos de Montreuil, Échauffour y todas las tierras adyacentes. Heugon falleció poco tiempo después y desafortunadamente, su hija también murió antes de que el matrimonio pudiera realizarse. Guillermo de Beléme presentó a Giroie a Ricardo II, duque de Normandía, en Ruan, quien, en reconocimiento a sus grandes logros, le otorgó las tierras de Heugon. Al regresar de Ruan, Giroie se casó con Gisle, hija de Thurstan de Bastembourg, señor de Montfort-sur-Risle. Él y varios de sus parientes eran también vasallos de la familia de Guillermo de Bellême.
Después de heredar las tierras de Heugon, Giroie descubrió que las casas eclesiásticas de su dominio no estaban bajo ningún obispado. Preguntó además quién era el más devoto de los obispos que rodeaban sus tierras y descubrió que era Roger, obispo de Lisieux. Giroie convenció entonces a varios de sus vecinos, entre ellos Baldric de Beaugency, Wascelin du Pont-Echanfré y Roger de Merlerault, para que aceptasen sus iglesias bajo el mismo obispado. Roger de Lisieux accedió a sus peticiones y además concedió al clero de estas iglesias una exención de todas y cada una de las visitas de los archidiáconos. Este mismo privilegio fue impuesto después de la muerte de Giroie por su hijo William.
Giroie, con sus propios recursos, erigió seis iglesias, dos de las cuales estaban en Verneuces, una dedicada a Santa María, madre de Dios, y la otra a San Pablo, «doctor de los gentiles». La tercera, en Glos, en el distrito de Lisieux. Giroie murió en 1033.
Tras su muerte, y siendo sólo dos de sus hijos mayores de edad, sus propiedades fueron cuestionadas y atacadas por Gilberto de Brionne, que buscaba una victoria fácil y quería agregar esas tierras a las suyas. Los dos hijos, reuniendo a todos sus parientes y vasallos, derrotaron rotundamente a las fuerzas de Gilberto. Como venganza, la familia Giroie tomó Sap por la fuerza. En este punto, Roberto I de Normandía, intervino y elogió a los hermanos, nombrando caballeros a ambos, hizo que Gilbert les cediera Sap e imploró a todas las partes que pusieran fin a su guerra.

## Herencia
De su relación con Gisla de Bastembourg tuvo siete hijos y cuatro hijas:
- Arnaud [Arnold] de Montreuil (m. 1041), quien durante un combate amistoso de lucha, fue arrojado accidentalmente. Después de romperse tres costillas, murió tres días después.
- Guillermo fitz Giroie, quien fue mutilado y cegado por Guillermo II Talvas; fitz Giroe fue padre de Guillermo de Montreuil.[8]
- Fulco fitz Giroie (m. 1040), poseía la mitad de Montreuil. Asesinado por Gilberto de Brionne.[8]
- Robert fitz Giroie, señor de Saint-Céneri-le-Gérei.[8] Uno de los responsables de la muerte de Gilberto de Eu. Junto a su hermano Raoul, vengó la mutilación de su hermano Guillermo devastando las propiedades de Guillermo II Talvas. Su hijo Robert se mantuvo firme y resistió las embestidas de Enrique I de Francia en 1118.[9]
- Ralph [Raoul], monje en la Abadía de Marmoutier de Tours.
- Hugh fitz Giroie, murió joven.
- Giroie fitz Giroie, murió joven.
- Heremburga, casada con Wascelin du Pont-Echanfré. Sus dos hijos, William y Ralph, eran partidarios de Roberto Guiscardo, duque de Calabria.[10]
- Hawise de Echauffour, casada primero con Roberto de Grandmesnil, y en segundas nupcias con Guillermo de Évreux. Fue madre de Hugo de Grandmesnil, Roberto II de Grandmesnil (Abad) y Judith de Évreux.[11]
- Emma, casada con Robert de Merlay (c. 1065-1129). Fruto de esa relación nació William de Merlay, señor anglonormando de Morpeth (c. 1065-1129) en la órbita de Godofredo de Montbray;[12]
- Adela, casada con Solomon de Sable (Salomoni de Sablolio).